# Stojko Stojkow
Stojko Iwanow Stojkow (auch Stojko Ivanov Stojkov geschrieben, bulgarisch Стойко Иванов Стойков; * 26. Oktober 1912 in Sofia, Bulgarien; † 9. Dezember 1969 ebenda) war ein bulgarischer Linguist und der Begründer der bulgarischen Dialektologie.

## Leben
Stojko Stojkow ist Absolvent der slawischen Philologie an der Sofioter Universität "Hl. Kliment Ohridski" (1935). Danach ging er nach Prag, wo er sich zwischen 1937 und 1939 auf Phonetik, Dialektologie und slawische Sprachwissenschaft spezialisierte. 1939 bekam er den Doktortitel der Karls-Universität in Prag verliehen. Er arbeitete bis 1942 als Assistent am Institut für bulgarische Sprache bei der Bulgarischen Akademie der Wissenschaften, zwischen 1952 und 1969 als Leiter der Sektion für die bulgarischen Dialektologie mit Sprachatlas und zwischen 1958 und 1969 als stellvertretender Direktor des gleichen Instituts.
Stojko Stojkow arbeitete auch an der Universität von Sofia, als Assistent (1943), außerordentlicher Professor (1947) und Professor (1950–1969). Er war Dekan der Neuphilologischen Fakultät (1953–1954, 1962–1966) und stellvertretender Rektor der gleichen Universität (1958–1960). Stojko Stojkow war auch Vorsitzender der Kommission für Phonetik und Phonologie bei dem Internationalen Slavistischen Komitee (1968–1969) und Sekretär des gleichen Ausschusses (1959–1964).

## Wissenschaftliche Tätigkeit
Stojkows wissenschaftliche Tätigkeit war in den Bereichen der bulgarischen Dialektologie, Phonetik und Lexikologie. Er war Autor des grundlegenden und bisher einzigen Buches über "bulgarischen Dialektologie" (herausgegeben 1949, aktualisiert 1962 und 1968, neuere Ausgaben 1993 und 2002). Weitere wertvolle Beiträge sind die Monographien "Die Banater Mundart" ("Банатският говор") (1967) und "Die Lexika der Banater Mundart" ("Лексиката на банатския говор") (1968) sowie die vergleichende Studie "Der Dialekt im Dorf Twardiza (Bulgarien) und im Dorf Twardiza (Moldawien)" (1958). Von besonderem Interesse ist seine Studie über die "Umgangssprache der Sofioter Schüler" ("Софийският ученически говор. Принос към българската социална диалектология", 1946). Stojko Stojkow war Co-Autor und Herausgeber des "Atlas der bulgarischen Dialekte" ("Български диалектен атлас", in vier Bänden 1964–1981).
Die wichtigsten Beiträge Stojkows zur bulgarischen Phonetik sind seine Studien "Die Hochbulgarische Aussprache" ("Български книжовен изговор", 1942) und "Einführung in der bulgarischen Phonetik" ("Увод в българската фонетика") (1955, mehrmals aktualisiert)
Als Co-Autor des „Orthographischen und Orthoepischen Handbuchs“ ("Правописен и правоговорен наръчник", 1945, mehrmals aktualisiert und neu herausgegeben), des „Bulgarischen Sprachwörterbuch“ ("Български тълковен речник", erste Ausgabe 1954, letzte Ausgabe 1994) und als einer der Herausgeber des "Wörterbuchs der modernen bulgarischen Literatursprache" ("Речник на съвременния български книжовен език", 3 Bände 1955–1959) trug Stojkow zur Entwicklung der bulgarischen Lexikographie und Lexikologie bei. Er veröffentlichte auch mehrere Studien, die sich mit den literarischen Werken von Schriftsteller und Dichter aus der bulgarischen Wiedergeburtszeit befassten.

## Werke von und über Stojko Stojkow
- Bibliotheca Slavica - Sofioter Universität
- Society of Phonetic Sciences (Memento vom 6. Oktober 2008 im Internet Archive)
- Indiana University, USA (Memento vom 4. Dezember 2005 im Internet Archive) (PDF; 169 kB)
- University of California, USA
- Die Deutsche Bibliotheksstatistik (Memento vom 7. Oktober 2007 im Internet Archive)
- Südwestdeutscher Bibliotheksverbund
- The National Library of the Netherlands

| Personendaten    | Personendaten                                                                       |
| ---------------- | ----------------------------------------------------------------------------------- |
| NAME             | Stojkow, Stojko                                                                     |
| ALTERNATIVNAMEN  | Stojkow, Stojko Iwanow; Stojkov, Stojko Ivanov; Стойков, Стойко Иванов (bulgarisch) |
| KURZBESCHREIBUNG | bulgarischer Wissenschaftler                                                        |
| GEBURTSDATUM     | 26. Oktober 1912                                                                    |
| GEBURTSORT       | Sofia                                                                               |
| STERBEDATUM      | 9. Dezember 1969                                                                    |
| STERBEORT        | Sofia                                                                               |